# Vértetű-fémfürkész
A vértetű-fémfürkész (Aphelinus mali) egy parazitoid fürkészdarázsfaj, amely a veszélyes almafa-kártevőnek számító vértetű (Eriosoma lanigerum) természetes ellenségeinek egyike, kisebb mértékben más levéltetűfajokkal is táplálkozik. Az Egyesült Államok északkeleti részén őshonos, de a világ más részeire behurcolták, biológiai kártevőirtóként.

## Leírása
Az imágó apró testű, fekete színű, darázsforma rovar, testmérete valamivel kisebb, mint a gazdaállatáé. Átlátszó hártyás szárnyai hosszabbak a potrohánál, nyugalmi állapotban a háta mentén síkba hajtva foglalnak helyet. Bár tud repülni, inkább járkálva vagy ugrálva közlekedik az almafa lombkoronájában és gyakran megbújik a levelek alatt. A lárvák sárgák vörös szemmel, a bábok pedig feketék, de szem elé szinte sosem kerülnek, mert rejtve maradnak a gazdaszervezetben.

## Elterjedése
Eredetileg az Egyesült Államok északkeleti részein volt honos, természetes elterjedési területe nagyjából egybeeshetett a vértetű és a közeli rokon észak-amerikai gyapjastetű taxonok elterjedési területével. 1928-ban kezdték el betelepíteni az északnyugati államok gyümölcsösökbe, ahol hamar terjedésnek indult. Azóta a világ számos más részére is betelepítették azzal a céllal, hogy ezáltal kordában tartsák a levéltetveket.

## Életciklusa
A kifejlett nőstény a telet nyugalmi állapotban tölti, amelyből tavasszal kel életre. Ha gazdaállatra lel, tojócsövát a kiszemelt levéltetű potrohába szúrja, és ott elhelyez egy petét. Ebből körülbelül három nap alatt kikel a lárva, melynek attól kezdve tíz-tizenkét napon át kell fejlődnie, a gazda testében táplálkozva, ezután tud bebábozódni. Amikor az imágó készen áll a bábból való kiemelkedésre, kirágja magát a tetű kutikuláján, egy kerek lyukat hagyva maga után. Teljes életciklusa 20-25 napot vesz igénybe, így egy évben, tavasztól őszig hat-hét nemzedéke fejlődhet ki. Az utolsó őszi nemzedék lárvái és bábjai a gazdáik megfeketedett, mumifikálódott testében lépnek nyugalmi állapotba és ott telelnek át.
Jelenléte megállapítható arról, ha a tetűvel fertőzött növényi részen a vértetvek a gyapjukat elvesztik, palaszürkévé válnak és megduzzadnak; ezek azt jelzik, hogy a fürkész lárvája már a tetűben van. Amint a fürkész kifejlődött, a gazda bőrét kifúrja és előbújik, hogy a peterakást folytassa. Ilyenkor a tetű üres bőre fekete színű, és a kibúvási lyuk jól látható.
Szaporaságára jellemző, hogy egy nőstény az élete során átlagosan 100 petét rak. A meleg időt kedveli, borús, hűvös időben aktivitása csökken. Szaporodási ciklusa 27—29 °C melegben 14—15 nap, hűvösebb időszakban, 15—17 °C hőmérsékleten 22—26 nap. Egyes megfigyelések szerint a fák sűrűbb részein (északi oldalán) jobban szaporodik. Nyári napokon napközben, forró órákban a levélzet alján pihen.
Olyan ültetvényekben, ahol a fajt mesterségesen telepítették meg, több esetben is előfordult, hogy a fürkész néhány év után eltűnt a területről, aminek az lehetett az oka, hogy a parazitoid kipusztította a környékről a vértetűt, amivel a saját létének feltételeit is kétségessé tette. A szakirodalom számos ilyen megfigyelésről számolt be külföldről is.

## Alkalmazása a kártevőirtásban
A szülőföldjéről más almatermő területekre behurcolt vértetű-fémfürkész volt az egyik legkorábbi példa a kártevők elleni biológiai védekezésre. A biológiai növényvédelem eszközeként történő bevetése jellemzően akkor bizonyul a legeredményesebbnek, ha más ragadozó (aphidofág) rovarokkal közösen vetik be a kártevő tetvek ellenében. Kifejezetten érzékeny viszont a kémiai növényvédőszerek használatára.

## Fordítás
Ez a szócikk részben vagy egészben  az   Aphelinus mali című angol Wikipédia-szócikk fordításán alapul.  Az eredeti cikk szerkesztőit annak laptörténete sorolja fel. Ez a jelzés csupán a megfogalmazás eredetét és a szerzői jogokat jelzi, nem szolgál a cikkben szereplő információk forrásmegjelöléseként.